# Tachina pulvera
Tachina pulvera är en tvåvingeart som beskrevs av Chao 1962. Tachina pulvera ingår i släktet Tachina och familjen parasitflugor. Inga underarter finns listade i Catalogue of Life.